# Dactylostega prima
Dactylostega prima är en mossdjursart som beskrevs av Hayward och Cook 1983. Dactylostega prima ingår i släktet Dactylostega och familjen Calloporidae. Inga underarter finns listade i Catalogue of Life.